# Amanda Hocking
Amanda Hocking (12 de juliol de 1984) és una escriptora nord-americana de novel·les de romanç paranormal per a joves adults.

## Carrera
Amanda Hocking viu a Austin, Minnesota. Treballant com a treballadora de la llar fins a 2010, va escriure 17 novel·les en el seu temps lliure. A l'abril de 2010, va començar a autopublicar-los com a llibres electrònics. Al març de 2011, ja havia venut més d'un milió de còpies dels seus 9 llibres i havia guanyat dos milions de dòlars per les vendes, cosa molt difícil per autores que autopubliquen.A principis del 2011, Hocking venia una mitjana de 9.000 llibres diaris.
Els treballs originalment autopublicats per Amanda Hocking, inclouen les sèries "My Blood Approves" ("Llaços de sang" en català), una sèrie de vampirs, "Trylle Trilogy "("Terra de Màgia"), una trilogia que explica el viatge d'autodescubriment d'una adolescent, dins d'una fantasia urbana; i "Hollowland", una sèrie sobre zombies.
El març de 2011, Amanda va signar el seu primer contracte editorial per la publicació de quatre llibres, per un import de dos milions de dòlars, amb St. Martin's Press. Es tracta d'una nova sèrie paranormal per a joves adults anomenada "Watersong" ("Cançó de mar" en català). El primer llibre, "Wake", va ser llançat a l'agost de 2012. Els tres llibres autopublicats de "Trylle Trilogy", també van ser venuts a St. Martin's Press i s'han tornat a publicar entre gener i abril de 2012.

### Obra
- Llaços de sang:
  - Instint (27 de març de 2010)
  - Fat (15 d'abril de 2010)
  - Batec (25 de maig de 2010)
  - Designi (22 d'agost de 2010)
- Terra de màgia:[8]
  - El viatge (autopublicat en 2010, i el 24 de gener de 2012 amb St. Martin's)
  - La caiguda (autopublicat en 2010, i el 28 de febrer de 2012 amb St. Martin's)
  - L'ascensió (autopublicat en 2011, i el 24 d'abril de 2012 amb St. Martin's)
- Hollowland:
  - Hollowland (5 d'octubre de 2010)
  - Hollowmen (9 novembre de 2011)
- Virtue (27 de maig de 2011)
- Cançó de mar:
  - Sirenes (7 d'agost de 2012)
  - Encant (27 de novembre de 2012)
  - Ones (4 de juny de 2013)
  - Elegy (6 d'agost de 2013)